# Rattan (Oklahoma)
Rattan es un pueblo ubicado en el condado de Pushmataha en el estado estadounidense de Oklahoma. En el año 2010 tenía una población de 	310 habitantes y una densidad poblacional de 30,1 personas por km².

## Geografía
Rattan se encuentra ubicado en las coordenadas 34°12′8″N 95°24′39″O / 34.20222, -95.41083 (34.202167, -95.410914).

## Demografía
Según la Oficina del Censo en 2000 los ingresos medios por hogar en la localidad eran de $20,357 y los ingresos medios por familia eran $29,167. Los hombres tenían unos ingresos medios de $30,833 frente a los $24,500 para las mujeres. La renta per cápita para la localidad era de $11,819. Alrededor del 20.3% de la población estaban por debajo del umbral de pobreza.